# Német-római Birodalom
A Német-római Birodalom vagy Német-római Császárság, eredeti (korabeli) nevén Szent Római Birodalom (majd a 16. századtól – az itáliai területek elvesztése után – A Német Nemzet Szent Római Birodalma – Heiliges Römisches Reich deutscher Nation) egy hatalmas kiterjedésű politikai hatalom volt Közép-Európában. Kiterjedése és határa az évszázadok során jelentősen változott.
A birodalom története egészen Nagy Károlyig nyúlik vissza. A 843-ban megkötött verduni szerződés rakta le az új állam alapjait. A Karoling Birodalom felbomlásából alakult ki és fontos szerepet játszott Európa középkori és újkori történetében. Hivatalosan 962-ben alakult meg, és majdnem egy évezreddel később, a napóleoni háborúk során, 1806-ban bomlott fel. Valójában a birodalmat a későbbi korok gyakran csak egyfajta keretnek tekintették, amelyen belül rengeteg kisebb, független hercegség, grófság, püspökség, királyság, városállam élt. A késő középkortól több száz entitás létezett benne.
Ha mai viszonyok között vizsgáljuk a kiterjedését, akkor a császárság legnagyobb kiterjedésében magába foglalta Németország, Ausztria, Csehország, Liechtenstein, Szlovénia, Belgium és Luxemburg – egyes időszakokban Hollandia és Svájc – teljes területét, ezen felül bizonyos időszakokban a mai Franciaország, Olaszország, Lengyelország, Hollandia és Svájc egyes részeit is uralta.  Eltűnésével létrejött az Osztrák Császárság (1867-től Osztrák–Magyar Monarchia) és a Rajnai Szövetség, amelyet a Német Szövetség (1815), az Északnémet Szövetség (1867), majd a Német Birodalom (1871) követett.

## A birodalom elnevezése
A magyar Német-római Birodalom elnevezés a későbbi Német Nemzet Szent Római Birodalma egyszerűsített változata (latinul Sacrum Imperium Romanum Nationis Germanicae, ném. Heiliges Römisches Reich Deutscher Nation).
Miután először III. Leó pápa, 800-ban római császárrá koronázta Nagy Károly frank uralkodót, számos különböző elnevezés vált használatossá. A letűnt Római Birodalom feltámasztása és az új keresztény egyház együttesen szolgáltatott jogi alapot a számos keresztény ország és nép fölötti uralkodásra. A rómait fejezte ki Nagy Károly Imperator Romanorum címe („a rómaiak császára”), míg III. Ottó aki univerzális, nemzetek feletti keresztény birodalomról ábrándozott, felvette a „Jézus Krisztus szolgája”, a „világ császára" címeket. 1034-ben II. Konrád birtokának még a Római Birodalom nevet adta. A birodalom szakrális jellegének hangsúlyozására a sacrum (szent) jelzőt 1157-től I. Frigyes használta kifejezve befolyási szándékát Itáliára és az Egyházra. Az antik hagyományokat tükröző Imperium Romanum, 'Római Birodalom' elnevezéssel párhuzamosan a két jelző (Szent Római Birodalom) együttes használata 1254 óta ismert.
Az 1512-es kölni birodalmi gyüléstől a birodalom elnevezése: a Német Nemzet Szent Római Birodalma (németül: Heiliges Römisches Reich Deutscher Nation, latinul: Imperium Romanum Sacrum Nationis Germanicæ). Ennek egyszerűsített Német-római Birodalom alakja a magyar történeti irodalomban gyökeresedett meg. A német történész szakma nem használja.
Niederhauser Emil szerint az elnevezés már 1470 körül terjedni kezdett, amikor III. Frigyes hosszú szünet után egy birodalmi sereg élén háborúzott Merész Károly burgundi herceggel, ami felszította a nemzeti érzületet, és 
pontosabb fordítás a „német nemzetiségű szent római birodalom”.

## A birodalom struktúrája, hivatalai, címei

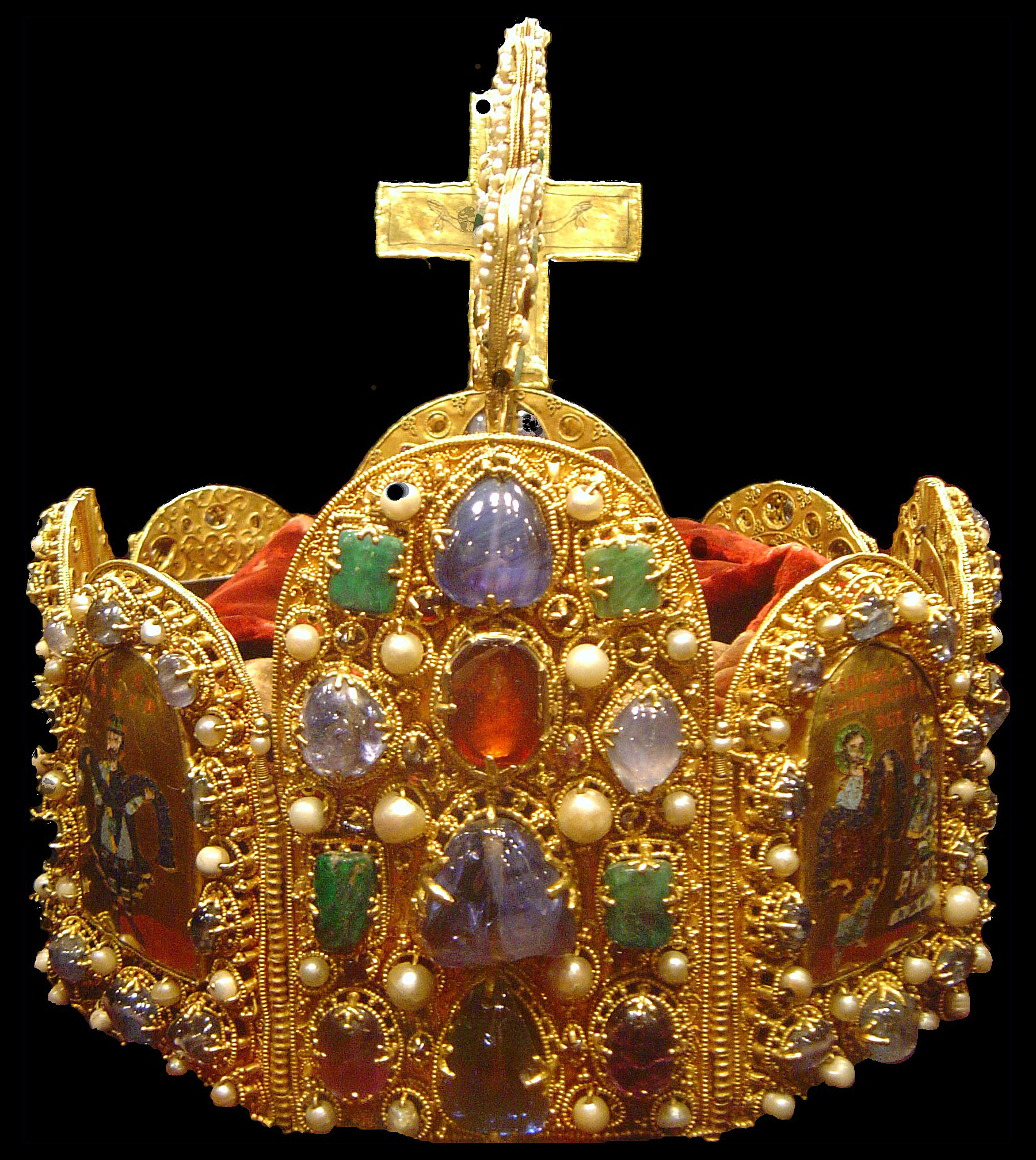
A Német-római Birodalom koronája

Megalakulásakor a Német-római Birodalom európai nagyhatalomnak számított. Ezt nemcsak katonai, gazdasági ereje, hanem az erős központi hatalom is indokolta. A sajátos történelmi háttérrel rendelkező államalakulat azonban évszázadok sikerei után végleg eltűnt a történelem színpadáról.
Először a nyugati, latin nyelvű területek vívták ki maguknak a részleges önállóságot, a 12. századtól pedig a német területeken is egyre gyakoribbá vált ez a fajta függetlenedési törekvés. Erre kiváló alkalmat biztosított az invesztitúraharc. Ekkor vetette meg függetlenségének alapjait a későbbi Svájc is.
A 14. század elejére a császárok hatalma szinte csak attól függött, hogy a birodalom mekkora területére terjed ki családjának hatalma. A császári hatalom hanyatlását, elenyészését a harmincéves háború és az 1648-as vesztfáliai béke adta meg. Ekkor a birodalom 294, külügyeiben is önálló államra esett szét. A központi hatalomnak nem maradt szinte semmi befolyása a birodalomra.
A császári cím német és olasz királyságok feletti hatalmat jelentett, melyet a Római Birodalom császáraitól származtattak ("translatio imperii"). A császárt a birodalom legtekintélyesebb fejedelmei választották mint primus inter pares (első az egyenlők között) és a pápa koronázta meg. Gyakorlatban a császár hatalmának nagysága a hadseregétől és szövetségeitől függött.

### Arómaiak királyaés anémet királyicímek

A Német-római Birodalom kiterjedése 1630-ban, a mai országhatárok feltüntetésével

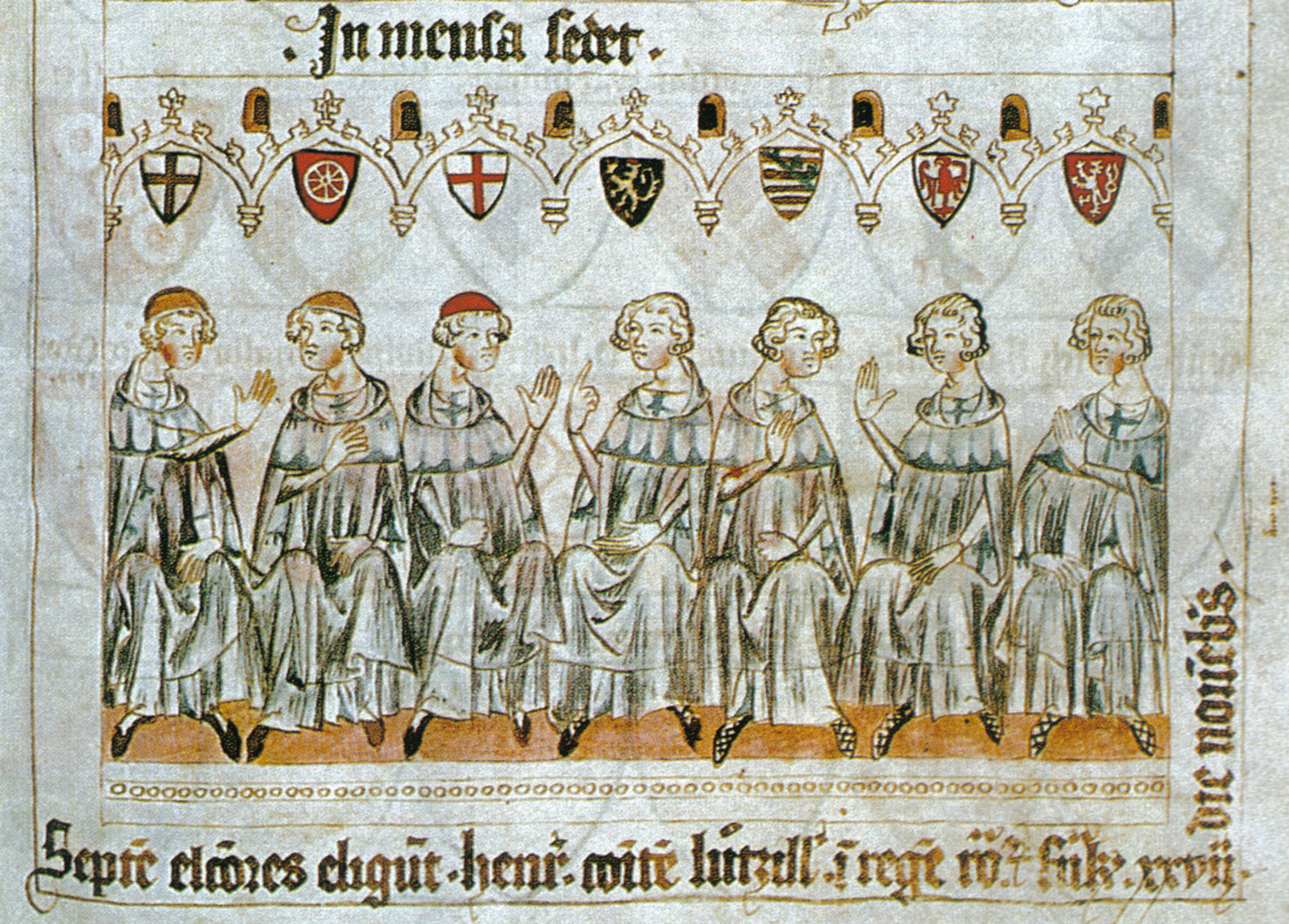
A hét választófejedelem VII. Henrik német-római császár megválasztásakor

Nagy Károly 800-ban a frank királyi cím mellé felvette a rómaiak királya (vagyis Itália királya) címet is, amely a későbbi korokban is megmaradt, és a császár jelzője, egyik hivatalos címe lett.
A Keleti Frank Királyságban még a Karoling családból került ki az uralkodó. IV. (Gyermek) Lajos halálával azonban kihalt a Karoling-ház német ága, azt követően az uralkodó mindig az öt legnagyobb germán törzs (frankok, bajorok, türingek, szászok és svábok) vezetője közül került ki. Ahogy a császári hatalom egyre gyengébbé vált, úgy erősödtek egyre inkább a világi és egyházi méltóságok, akik közül a legfontosabbak összegyűltek, és az ő választásuk során foglalhatta el a trónt a császár. Ez már a 13. század derekán leszűkült a hét választófejedelemre (három egyházi és négy világi méltóság). Működésének jogi alapját az 1356-ban kiadott Német Aranybulla jelentette.
A megválasztás után az új uralkodó először Milánóba ment, hogy Lombardia vaskoronájával Itália királyává koronázzák, majd Rómába utazott, hogy ott a pápa koronázza őt császárrá. Ez a szokás egészen 1508-ig jellemezte a törvényes császári cím megszerzésének menetét.
A császári cím azonban már egyre kevesebb tényleges hatalommal járt. 1648-ban a vesztfáliai békével csak a közös hadsereg védelemre való szervezése maradt a kezében, néhány elhanyagolható adófajta kivetése mellett.
Az 1400-as években jelent meg a Reichstag, azaz a „birodalmi gyűlés” intézménye. Ennek súlya a későbbi korokban növekedett, és 1663-ban érte el azt a hatalmat, hogy döntései a birodalom minden részén jogerőssé váltak.

### A birodalom részei
A birodalom tartományainak három fő típusa különíthető el:
- Világi fejedelemségek. Ezek élén hercegek, fejedelmek, néhány kivételes esetben királyok álltak.
- Egyházi méltóságok. Ezeket leggyakrabban püspökök, érsekek, bíborosok irányították, néha püspök-hercegnek is nevezték ezen uradalmak vezetőjét. Ebben az utóbbi esetben a püspök-herceg nem csupán az egyházi élet ura volt, hanem a világi hatalmat is ő koordinálta.
- Szabad császári városok. 52 folyamatosan megőrizte rangját, de 36 egy idő múlva elvesztette szabadságát.

A vesztfáliai béke a birodalmat több száz ilyen egységre bontotta fel. Ezért aztán a kortárs politikusok, művészek, de a köznép között is hamar elterjedt a birodalom egyik találó beceneve a Flickenteppich, vagyis a foltozott szőnyeg.

### Reichstag
A 15. század előtt a Reichstagot csak szükség esetén hívták össze, tehát nem volt a gyűlésnek sem rendszeres időpontja, sem helye. A 15. századtól szerepe megnövekedett, de csak a vesztfáliai béke után, 1663-ban vált igazán meghatározóvá a Birodalmi Gyűlés. A későbbiekben sem sikerült állandó helyet találni ezen gyűléseknek, bár Worms és Nürnberg több Reichstagnak adott otthont.
A Reichstag a birodalom törvényhozó szerve volt, bár nem hasonlított egy mai értelemben vett parlamentre, hiszen ezen a gyűlésen csak a tartományok uralkodói, vezetői vettek részt, illetve képviseltették magukat. A vesztfáliai béke után a császár csupán a birodalmi gyűlés összehívásának és feloszlatásának jogával rendelkezett, annak döntéseit végre kellett hajtania. Megjegyzendő azonban, hogy a nagyjából 300 körül ingadozó államocskák ritkán értettek egyet egyes kérdésekben, és mivel igen alacsony volt a vétózók számának határa, ezért a gyűlés lassú és kevésbé hatékony szervezet volt.

A Reichstagnak három háza alakult ki.
- A választófejedelmek tanácsa: a hét választó és a császár, illetve ezek képviselői.
- A Hercegek háza: a világi és egyházi uralkodók ülése. Gyakran ezt is két házra bontották:
  - A világi ház: itt üléseztek a birodalom világi uralkodói.
    - Ide tartoztak azok, akiket megilletett a hercegi, nagyhercegi, fejedelmi, a Pfalz grófja és az őrgrófi cím. Mindegyikük külön szavazattal rendelkezett, sőt voltak olyanok is, akik több voksot is leadhattak, hiszen egyszerre több területet is birtokoltak.
    - Erre a diétára voltak meghívva a birodalom bárói és grófjai is, akiket a törvény négy kollégiumba osztott. Ezek területi alapon osztották fel a főurakat: Wetterau, Svábföld, Frankónia és Vesztfália. Mindegyik kollégium egyetlen szavazattal rendelkezett, amelyet külön tanácskozás során hozott meg.

  - A klerikus ház: az egyházi méltóságok tartották üléseiket ebben a házban.
    - Ide tartozott minden püspök, több apát, valamint a Német Lovagrend és a Máltai Lovagrend nagymestere.
    - A császárság többi apátja is részt vehetett az üléseken, de őket két (Svábföld és Rajna-vidék) kollégiumba osztva egyetlen, kollektív szavazat illetett meg.
- A harmadik házban kaptak helyet a szabad császári városok képviselői. Bármennyien eljöhettek erre az ülésre, ugyanis ennek a háznak mindössze két szavazata lehetett: Svábföld és Rajna-vidék kollégiuma ugyanis egy-egy közös szavazattal rendelkezett. A másik két házhoz képest a városok rendjének kisebb hatásköre volt, amely a későbbiekben hátráltatta a német gazdaság fejlődését.

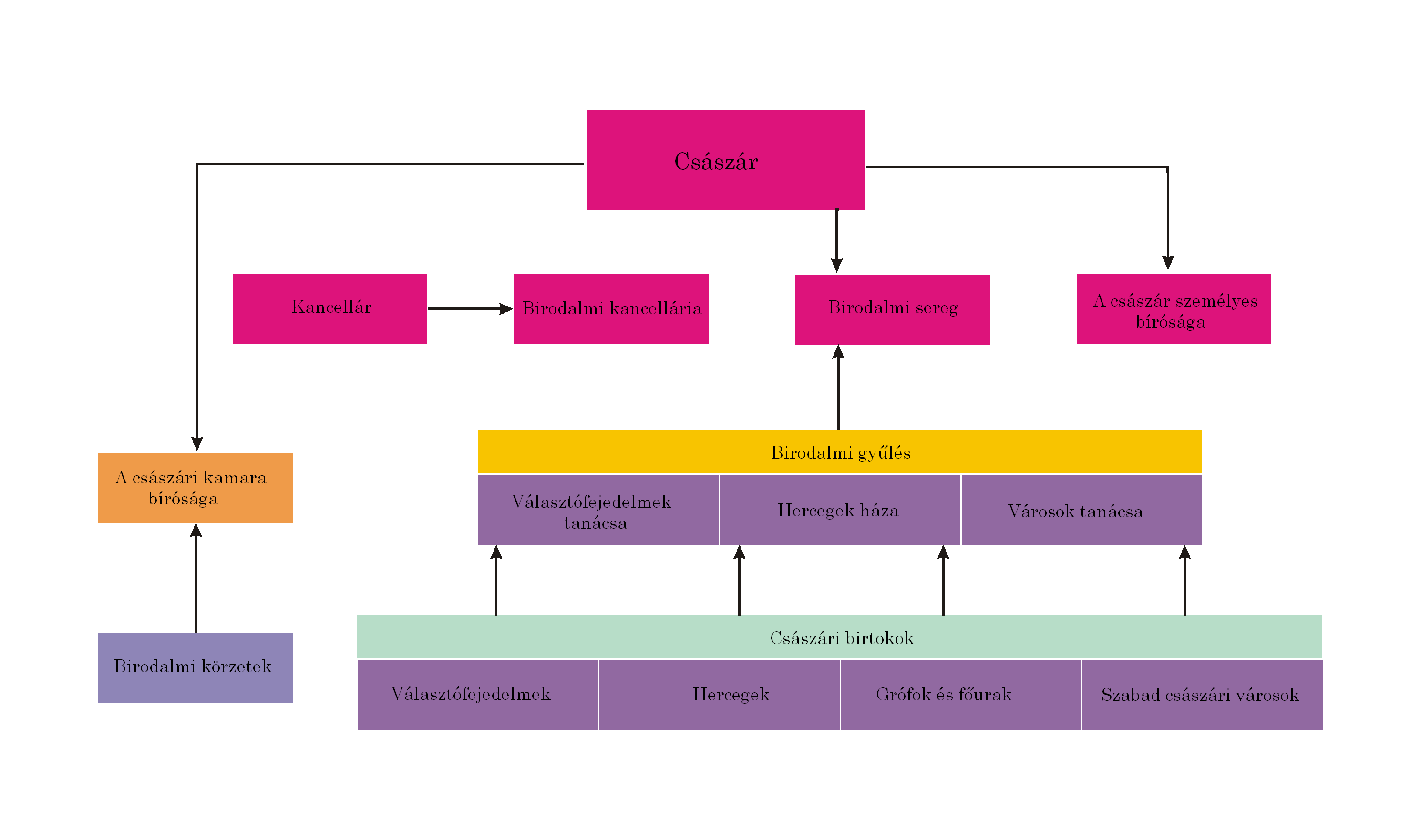
A birodalom intézményi felépítése

### Császári bíróságok
A Német-római Császárságban az akkoriban elterjedt gyakorlathoz híven kétféle bíróság működött:
- A császár személyes jelenléte mellett zajló uralkodói bíróság. Ez leginkább azt jelentette, hogy a császár által felhatalmazott testület elnököl a bíróságon, ritkább esetekben maga az uralkodó.
- Az úgynevezett Reichskammergericht, vagyis a birodalmi kamarai bíróság volt a másik igazságszolgáltató rendszer. 1495-ben hívták életre, és a császári reform szerint ez volt a birodalom legmagasabb fokú bírósága. Bárki fordulhatott ehhez a bírósághoz, aki nem olyan területen élt, amelynek uralkodója rendelkezett azzal a joggal, hogy döntése ellen nem lehet fellebbezni. A Reichskammergericht hírhedt volt hosszú, elnyúló vizsgálódásairól. Gyakran a felperes nem érte meg a bíróság határozatát. Leginkább a birodalom egyes császári birtokainak különböző joghatósága és törvényei lehetetlenítették el a bíróság működését. Ítéletei ellen a birodalmi gyűléshez lehetett fellebbezni.

A császárok azon felfogása, hogy ők a római birodalom császárainak jogutódai, s a római jog a császár joga, így a reform keretében átvitték a birodalmi gyűlésen, hogy a bíróságnak, ha nem talál a helyi (szokás)jogban megoldást, akkor a római jogot kell alkalmaznia.
V. Károly az 1532-ben kiadott Constitutio Criminalis Carolina törvénykönyvében azt köti ki, hogy ha az abban megjelölt szabály ellentétes a helyi szokásjoggal, akkor a szokásjog lerontja a törvénykönyvi szabályt.

### Birodalmi körzetek

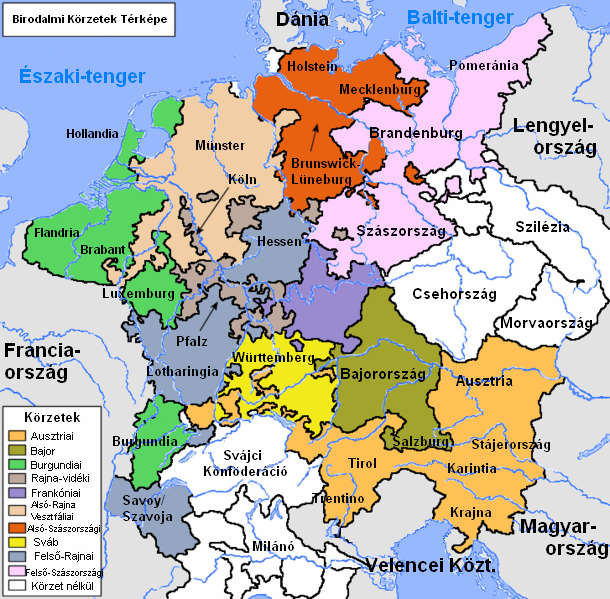
A birodalmi körzetek

A birodalmi körzeteket (németül: Reichskreis) 1512-ben hozták létre a császári reformok részeként. Ezen reformnak az volt a feltett szándéka, hogy visszaállítsák a birodalom központi hatalmát. Persze ez nem járt sikerrel, a birodalmi körzetek mégis sokáig fennmaradtak a császárság intézményrendszerében. Egészen az 1790-es évekig, a francia forradalmi csapatok bevonulásáig, változatlanul fennmaradtak. A körzeteket olyan céllal alakították ki, hogy azok megkönnyítsék a birodalom védelmi ügyeit, és a császári adók beszedését. De ezen beosztás alapján vettek részt a Reichstagon is az egyes császári birtokok képviselői. Mindegyik körzet saját gyűlést tarthatott, az úgynevezett Kreistagokat, amelyen közös álláspontot alakíthattak ki a birodalmi gyűlésen tárgyalt kérdésekben.
Kezdetben a császári reform hat körzetet állapított meg 1500-ban:
- a Bajor körzet
- a Sváb körzet
- a Felső-rajnai körzet
- az Alsó-Rajna és vesztfáliai körzet
- a Frankóniai körzet és
- az Alsó-szászországi körzet

Később 1512-ben az alábbi négy körzettel bővült a birodalom:
- a Burgundiai körzet
- az Ausztriai körzet
- a Felső-szászországi körzet és
- a Rajna-vidéki körzet

Azonban Svájc, az olasz területek és Csehország valamint néhány kisebb hercegség (Montbéliard, Schmalkalden) kívül maradt a birodalmi körzeteken.

## Története
A Német-római Birodalom történetének kezdetét hagyományosan 962-re datálják, amely I. Nagy Ottó uralkodásának kezdetét jelöli, de több történész szerint a birodalmat valójában Nagy Károly császárrá koronázásával hívták életre 800-ban, Rómában.

A verduni szerződés szerint felosztott Európa

A verduni szerződéssel 843-ban végképp kettévált a hajdani nagy birodalom keleti és nyugati része. A legtöbb történelmi tanulmányban 843-tól datálják a császárság első uralkodóját, nevezetesen II. Német Lajost. Ő még a Karoling-dinasztia tagjaként lépett trónra a Keleti Frank Birodalomban. 911-ben a királyság területén élő törzsek már nem elégedtek meg a nemzetségfőknek kijáró tisztelettel és birtokkal, súlyuknak megfelelően lehetőséget követeltek a legfelsőbb hatalom birtoklásához is. Így alakulhatott ki az első királyválasztás a birodalom történelme során. Az öt legnagyobb germán törzs, a türingiai, a sváb, a bajor, a frank és a szász vezetői közül választották meg a következő uralkodót. Ezért szakadt meg 911-ben a Karolingok uralma, mert a fejedelmek egy szász vezetőre voksoltak, I. Konrádra.
Utódja szintén szász származású volt, a 919-ben a fritzlari birodalmi gyűlésen megválasztott I. Madarász Henrik. Az ő trónra lépése mérföldkőnek számított a birodalom története során, hiszen ő volt az, aki elismertette a Nyugati Frank Birodalommal a nem Karoling származású uralkodók hatalmát. Ezzel elismerték a két birodalom elválását egymástól hivatalosan is. Később, 936-ban az aacheni gyűlésen Henrik saját fiát, Ottót jelölte ki utódjául. Ezzel megalakult az 1024-ig trónon lévő Szász-ház.
Henrik gyermeke, a későbbiekben Nagy Ottónak nevezett uralkodó szintén igen jelentős lépéseket tett a birodalom fejlődéséért. Ő győzte le a pogány magyarokat az Augsburg melletti síkon. 962. január 31-én fejére helyezték a császári koronát.
Ekkor kezdődött a birodalom szoros összefonódása az egyházzal. A császárok Ottó óta valóban a római császárok utódainak érezték magukat, de mindössze csak az Augustus címet vették fel, hiszen az „igazi” római császár a távoli Konstantinápolyban uralkodott.
II. Szent Henrik utód nélkül halt meg, így a Szász-dinasztia 1024-ben véget ért. A trónért folyó harcokból a szász Száli-dinasztia került ki győztesen. II. Konrád birodalma komoly változáson ment át kevesebb, mint egy év alatt. A győztes uralkodó megnyerte a csatát, de arra már nem maradt elég ereje, hogy fenn is tudja tartani hatalmát. A különböző törzsek ezért önálló életet kezdtek, és Konrád hatalma névlegessé vált. A trónon III. Henrik követte. Ottó az egyház védelmezőjének szerepében püspökségeket alapított a birodalom szinte minden pontján. A püspököket maga nevezte ki, és birtokkal, hatalommal látta el őket. VII. Gergely pápa idejében kirobbant az invesztitúraharc, amely 48 évig tartott. IV. Henrik uralkodása alatt érte el csúcspontját a pápasággal vívott küzdelem, és az 1122-es wormsi konkordátum vetett véget.
A Stauf-dinasztia (más néven Hohenstauf-dinasztia) első uralkodója III. Konrád már ennek az egyezménynek az elfogadásával lépett trónra 1138–ban.
1147-ben közös német–francia keresztes hadjárat indult a Szentföldre.
Az 1158-ban Roncaglia mezején összeült birodalmi gyűlés újabb szabályokat alkotott az Alpoktól északra fekvő területeknek.
A Staufok uralma is hanyatlani kezdett, amikor 1212-ben II. Frigyes trónra lépett. Nem bizonyult túl jó uralkodónak. Szembeszállt a pápával, amikor kijelentette, hogy Róma is az ő fennhatósága alá tartozik, ráadásul az 1228-as keresztes hadjárat idején magának követelte Jeruzsálem trónját is. A császár majdnem minden idejét Szicília szigetén töltötte, hogy ideális államát megalkossa. Távollétében a birodalom irányítását egyre inkább a hercegek vették át. Szinte minden kiváltságát átengedte a főuraknak, de ami még jelentősebb volt, ezt írásba is fektette. 1220-ban kiadta a Confoederatio cum principibus ecclesiasticis című rendeletét, amelyben Frigyes a pénzverés jogát, a vámokat, a bíráskodás jogát és az erődítés jogát is átadta a birodalom egyházi méltóságainak. 1232-ben pedig a nemesség unszolására megszületett a Statutum in favorem principum rendelet is, amely a világi hercegek mindegyikének ugyanolyan jogokat biztosított, mint az 1220-as törvény.
A birodalom története ekkor érkezett el ahhoz a fordulópontjához, amely később a teljes tagoltság anarchiájába süllyeszti az államot. Mindamellett Frigyes uralma alatt történt meg, hogy 1226-ban Konrád, Mazóvia fejedelme a poroszok megtérítésére behívta országába a Német Lovagrendet, és a városiasodás, a kereskedelem igazi virágkorát élte ebben az időben.
Az egyházi és világi urak Frigyes halála után, 1250-ben egymás ellen választottak uralkodókat. Egészen 1273-ig, I. Rudolf megválasztásáig a birodalom történetében interregnumról beszélhetünk, hiszen nem volt olyan császár, akit az egész birodalom elfogadott volna.
A Staufok utáni uralkodók már teljesen kiárusították a birodalmon belüli birtokaikat, hiszen nem volt értelme megtartani őket. Így Rudolf volt az első császár, aki már nem a császári birtokokra támaszkodva próbálta érvényesíteni akaratát, hanem a kiterjedt Habsburg családi területek kihasználásával adott súlyt szavainak.
Az 1346-50-es nagy pestisjárvány után kb. másfél évtizeddel, IV. (Luxemburgi) Károly – aki 1355. április 5. óta birtokolta a császári címet – 1356-ban, a tartományurak nyomására, kiadta az Aranybulla nevű okiratot. Az irat meghatározta a német-római császár megválasztásának módját, kijelölve hét választófejedelmet – három egyházit és négy világit: (trieri, mainzi, kölni érsekek, szász fejedelem, cseh király, brandenburgi őrgróf, rajnai palotagróf). IV. Károly 1378-ban bekövetkezett haláláig viselte a császári koronát. Még életében, 1376-ban német királlyá (hivatalos nevén: a rómaiak királyává) választatta fiát, Vencelt.
Vencel uralkodása nem volt olyan dicsőséges, mint apjáé, ugyanis többször letaszították a trónról, sőt, fogságba is vetették. Soha nem koronázták meg császárnak. 1381-re újra fellobbant – a még IV. Károly alatti – a városháború lángja. Mainz, Worms, Speyer, Frankfurt és Strassburg csatlakozásával létrejött a sváb és rajnai városok nagy szövetsége, ami ekkor 41, később 70 tagot számlált. E szövetség ellenében lovagi és fejedelmi egyesülések alakultak. Vencel Németországban kezdetben arra törekedett, hogy a hercegek, lovagok és a városok közötti örökös viszálykodásoknak véget vessen, és 1383-ban a nürnbergi birodalmi gyűlésen ünnepélyesen kihirdette a közbékét, és eltörölte az összes szövetkezést. 1384-ben a heidelbergi egyezményben a fejedelmek megígérték ugyan, hogy nem működnek a városok ellen, azok pedig pedig lemondanak a védelmükre létrehozott saját katonai szerveződésekről, de a háborút már nem kerülhette el.
A délnémet szövetség 1385-ben egyesült a svájcival, majd az utóbbi 1386-ban Sempachnál, 1388-ban Näfelsnél győzelmet aratott az osztrák sereg felett. 
Vencel 1389-ben a bohémiai Cheb (németül Eger) várában fejedelmi gyűlést hívott össze, hogy a közbéke feltételeit megállapítsa. Ezen gyűlésen cserben hagyta a városokat – holott azokat röviddel előbb még ő buzdította ellenállásra, eltiltván azok egymás közti szövetségkötését.
1400 augusztusában a választófejedelmek Vencelt letették a német királyi trónról, és helyére Rupert pfalzi választófejedelmet tették. 1401. január 6-án koronázták meg Kölnben. Rupert 1401-ben hadjáratot indított – Firenze támogatásával – az Itáliai-félszigetre, melynek célja Milánó meghódítása volt. 1401 őszén átkelt az Alpokon, de csapatai felbomlottak, de nem sikerült győzelmet aratnia, sőt, otthon is ellenségeket szerzett. Saját hívei közül előbb a mainzi választóval került viszályba, majd a birodalmi jogoknak területükön való érvényesítése miatt a badeni őrgróffal és a württembergi gróffal. 1405-ben a sértett II. János érsek utóbbi két fejedelemmel és 17 sváb birodalmi várossal létrehozta ellene a Marbachi Szövetséget, amelyet Rupert kénytelen volt elismerni. Rupert helyzetét a birodalmon belül az 1410-ben a mainzi érsekkel harcban álló hesseni és braunschweigi-lüneburgi tartományurakkal megkötött Marburgi Szövetség ugyan megerősítette, de ezt már nem tudta kihasználni.1410. május 18-án Landskrone várában, közel Oppenheimhez befejezte életét.
1410-ben a választófejedelmek többsége nem Luxemburgi Zsigmondot, hanem unokatestvérét, Jodok morva őrgrófot támogatta. Zsigmond puccsszerűen 1410. szeptember 20-án, amikor még csak négy választófejedelem volt a helyszínen, saját magát nyilvánította német királynak. Október 1-jén azután a választók többsége Jodokot választotta királynak, és érvénytelennek tartották Zsigmond címét, de ő továbbra is használta azt, mindenféle hatalom nélkül. A helyzetet az oldotta meg, hogy Jodok 1411. január 18-án váratlanul meghalt. Némi diplomáciai huzavona után Zsigmondot Frankfurtban 1411. július 21-én német királynak nyilvánították.
Ezt követően hívták össze a történelmi jelentőségű konstanzi zsinatot (1414-1418), ahol egész Európát sikerült a tárgyalóasztalhoz ültetni. A zsinat elsődleges feladata az 1378 óta tartó, egyházszakadással fenyegető helyzet felszámolása volt. Ekkor ugyanis 3 pápa volt, s mindegyiknek megvoltak a saját támogató országai. Zsigmondnak végül sikerült elérnie, hogy a három pápát lemondatták, és helyettük egyet, V. Mártont választották meg. 
1419-ben Zsigmond bátyja, Vencel halála után joggal formált igényt a cseh trónra is. Konstanzi lépéseivel azonban maga ellen hangolta a cseheket, és elkezdődött a 17 évig tartó huszita háború, amelynek leverésére keresztes háborút hirdetett. Végül 1434-ben döntő csapást mért a táboriták seregére. A huszita háborúk vége felé érte el legnagyobb sikerét, ugyanis 1433-ban IV. Jenő pápa német-római császárrá koronázta, de már csak 4 évig, 1437-ben bekövetkezett haláláig viselte a császári koronát. Utóda – mint német király – Albert magyar király lett. Albert is csak 3 évig volt német király, mert 1439-ben bekövetkezett halála utána ezt a címet Frigyes osztrák herceg szerezte meg.
A birodalom egyre inkább elmélyült politikai válságában, és immár a magánbirtokaikra visszavonuló, saját érdekeket követő császárok sem tettek semmit az összbirodalom fennmaradásáért. A válság igen súlyosnak tűnt, hiszen III. Frigyes nem hívta össze a Hoftagot, a birodalmi gyűlést sem. Ezzel több éven keresztül tulajdonképpen megszakadt a kapcsolat a császárság bizonyos részei között. Több herceg saját birodalmát kezdte el építgetni, így aztán ismét fellángoltak a háborúk.
Ebben a lehetetlen helyzetben szerezte meg a trónt 1438-ban II. Albert, és végül sikerült megteremtenie a Habsburgok uralmát a császári trónon. Az uralkodók és a hercegek is belátták, hogy amennyiben meg akarják őrizni hatalmukat, reformokat kell eszközölni. A császári reformokat végül III. Frigyes indította el, ugyanis amikor pénzt kért a birodalomtól saját birtokainak védelmére I. Mátyás, magyar király ellen 1486-ban a hercegek csak nehézkesen reagáltak a császári kérésre. Ezért Frigyes és a hercegek úgy döntöttek, hogy létrehozzák a Reichstagot, amelyen a birodalom császári birtokainak vezetői találkozhatnak, és megvitathatják a közös ügyeket. A Habsburgoknak ezen a birodalmi gyűlésen sikerült elfogadtatniuk a dinasztikus rendet, és helyreállították a Landfriedent is.
I. Miksa apja nyomdokaiba lépve 1495-ben Wormsba hívott össze egy Reichstagot, amelyen a hercegek és a császár megegyeztek a Reichsreform, vagyis a császári reform végrehajtásában. Ennek a reformnak a keretében alakultak meg a birodalmi körzetek és a Reichskammergericht (a Császári Kamara Bírósága) is.
1517-ben a wittenbergi vártemplom kapujára Luther Márton kitűzte 95 tételét, melyekkel megújítani kívánta egyházát. Ez a cselekedete indította el a reformációt, amely bizonyos értelemben a birodalom fennállásának utolsó felvonásaként is értékelhető.
V. Károly több kontinensre kiterjedő birodalmában a német fejedelmek a reformációban a császári hatalomtól való függetlenedés újabb lehetőségét látták. Jóllehet, a mindenkori császárok a kereszténység védelmezőinek számítottak, Károly – a franciák elleni háború miatt – nem tudott kellő erőket mozgósítani ellenük. 1522-ben felkeltek a német birodalmi lovagok, majd 1524-ben kitört a német parasztháború. Ezeket ugyan elfojtották, de a reformáció eszméje immár a birodalom minden zugában elterjedt. Az evangélikus hitre több fejedelem is áttért, hathatós támogatásukkal háborút is indítottak vallásuk elfogadásáért. 1547-ben ugyan a schmalkaldeni háborút elvesztették, 1555-ben az augsburgi vallásbékében azonban az Ágostai hitvallást követő lutheri irányzatot egyenjogúsították a katolikussal.
A katolikus hit és a pápa mellett kitartó tartományokból (Bajorország, Ausztria) kiindulva azonban hamarosan terjedni kezdett az ellenreformáció (katolikus restauráció). Mindezek mellett – főként a birodalom déli részében – a kálvini tanok is terjedni kezdtek.
A világkereskedelmi útvonalak kora újkori áthelyeződése az atlanti térségre gyökeresen megváltoztatta a Német-római Császárság pozícióit, gazdasági és demográfiai visszaesést eredményezve a császárságban. A vallási ellentétek pedig megbénították a birodalom intézményeit. Az ellentétek odáig fajultak, hogy 1608-ban egyes tartományi urak és hercegek vezetésével megalakult a Protestáns Unió, majd válaszul 1609-ben a Katolikus Liga.
Végül 1618-ban a prágai defenesztrációval kezdetét vette a harmincéves háború. A birodalom egész területe hadszíntérré változott. A harcokba több európai nagyhatalom is beavatkozott (Franciaország, Svédország), de részt vett pl. Erdély és Hollandia is. A hatalmas anyagi és emberáldozatokkal járó háborút – melyben a császárság népességének harmadát elvesztette 1648-ban a vesztfáliai béke zárta. 
A vesztfáliai béke garantálta a birodalom államainak az önálló külpolitikát is. Ezzel a német-római császárok végképp elvesztették európai politikai hegemóniájukat. A Birodalom városai, gazdasága elvesztette korábbi meghatározó szerepét Európában.
A birodalom államai a 17. század végén és a 18. század elején számos háborúban vettek részt, melynek során azonban csupán saját államuk, nem a birodalom területét kívánták növelni. 1672-ben kezdődött a francia–holland háború, majd 1688 és 1697 között az augsburgi liga háborújában vett részt a német államok egy része. 1701-től 13 éven keresztül a spanyol örökösödési háború foglalkoztatta a birodalom seregeit.
Mindezek következtében a 18. században a Német-római Birodalom területén két birodalom is igen jelentős hatalomra tett szert. Az egyik a Magyarország trónját is megszerző Habsburg Birodalom volt, míg a másik az 1701-ben megalakult Porosz Királyság. Kettejük küzdelme, az 1740-ben kitört az osztrák örökösödési háború, valamint az 1756-ban kirobbant hétéves háború szélesebb nemzetközi konfliktussá fajult.
1792-ben a francia forradalom következtében a szomszédos francia monarchia összeomlott. 
Napoléon Bonaparte tábornok 1804-ben a franciák császárává koronáztatta magát, és e minőségében önmagát kívánta elismertetni Nagy Károly örökösének. Napóleon már 1804-től titkos tárgyalásokon javasolta II. Ferencnek, hogy mondjon le német-római császári címéről, és vegye fel az Ausztria császára új, örökletes uralkodói címet. Ferenc ezt először elutasította, de a harmadik koalíciós háború és az austerlitzi csata jobb belátásra bírta.
1806. augusztus 6-án II. Ferenc lemondani kényszerült a német-római császári címről. Ezzel hivatalosan megszűnt a Német-római Birodalom, és helyén különböző utódállamok – részben Napóleon által kreált csatlós monarchiák – jöttek létre.

## Népessége
A Szent Római Birodalom népességi adatai nagyon eltérőek. Tekintettel a birodalom középkori politikai széttagoltságára, nem voltak központi hivatalok, amelyek össze tudtak volna állítani népességi adatokat.
Peter H. Wilson oxfordi történész 1700-ban 25 millióra becsüli a birodalom lakosságát, akik közül 5 millió az itáliai részen élt.

### Etnikai megoszlás
A Birodalom lakossága etnikailag igen összetett volt. Számos germán és szláv népcsoport élt itt. A szlávok a birodalom keleti, míg a germánok a birodalom nyugati részén éltek.

### Vallási megoszlás
1555-ig a katolicizmus volt a birodalom egyetlen hivatalos vallása. A császár mindig is katolikus volt.
A lutheranizmust az 1555-ös augsburgi békében, a kálvinizmust pedig az 1648-as vesztfáliai békében ismerték el hivatalosan. Ez a kettő alkotta a hivatalosan elismert protestáns felekezetet, miközben számos más irányzat, mint az anabaptizmus, az arminianizmus stb., illegálisan létezett a birodalomban.
Az augsburgi békét követően egy terület hivatalos vallását a cuius regio, eius religio elv határozta meg , amely szerint az uralkodó vallása meghatározta alattvalóiét. A vesztfáliai béke hatályon kívül helyezte ezt az elvet azzal, hogy kikötötte, hogy egy terület hivatalos vallása az legyen, ami 1624. január 1-jén volt, amelyet „normál évnek” tekintettek. Ezentúl egy uralkodó más hitre térése nem vonja maga után alattvalóinak áttérését.
Az ország középső és északi részén a protestánsok, míg a déli részén a katolikusok lettek túlsúlyban.

## Végkövetkeztetések

A birodalmi címer allegorikus ábrázolásának modern változata

Egyes vélemények szerint a birodalom átmenetet képezett egy állam és egy vallásos konföderáció között. 
1748-ban Montesquieu „A törvények szelleméről” című könyvében a birodalmat egyfajta „föderatív német köztársaságnak” (république fédérative d’Allemagne) minősítette, utalva a német népek föderatív jellegű összetartozására.
Voltaire véleménye szerint „A Szent Német-római Birodalom semmiképpen sem volt szent, de német, római, sőt még birodalom sem.” 
A történészek és a németek szerint saját történelmüket alapvetően három momentum határozta meg. Az egyik maga a birodalom volt, a másik a reformáció, a harmadik Poroszország és a Habsburg Birodalom szembenállása. Ezek a nagy horderejű történelmi események mind a császárság idejében zajlottak le. Éppen ezért érdemes elgondolkodni azon, hogy vajon miért nem volt működőképes a birodalom, hiszen a szomszédos Franciaország is hasonló alapokról indult. A következő okokat lehet megemlíteni:
- A Német-római Birodalom már a kezdetektől igen föderalisztikus elvek, módszerek alapján működött. Az uralkodót mindig választották, és ezért cserébe, a hála jeleként a császári birtokokat rendszeresen el kellett ajándékozni.
- Gátolta a császárság fejlődését a birodalom összefonódása – és konfliktusa – a katolikus egyházzal.
- A birodalom széttagoltságát erősítette az a tény is, hogy a császárság északi és déli tartományainak egészen más gazdasági partnerei voltak. Északon a Hanza-szövetség volt a meghatározó, amely a Balti-tengeren és az északi vizeken kereskedett, míg délen Itália, a Velencei Köztársaság és a Földközi-tenger jelentette a fő kereskedelmi útvonalakat.

A mai német történészek – különösen Heinz Schilling – több szempontból is kétségbe vonják, hogy a birodalmat a mai értelemben államnak lehetne nevezni. Tény, hogy a birodalom képes volt fegyveresen megvédeni magát ellenségeitől. De nem rendelkezett központi irányítású hadsereggel, nem volt egységes külpolitikája, a gazdaságirányítás nem volt központosított. Döntően ezek azok a fő szempontok, amelyben a birodalom különbözött a mai kor államától.

## Fordítás
- Ez a szócikk részben vagy egészben  a   Heiliges Römisches Reich című német Wikipédia-szócikk fordításán alapul.  Az eredeti cikk szerkesztőit annak laptörténete sorolja fel. Ez a jelzés csupán a megfogalmazás eredetét és a szerzői jogokat jelzi, nem szolgál a cikkben szereplő információk forrásmegjelöléseként.